# Robert Motherwell
Robert Motherwell (Aberdeen, Washington, 24 de gener de 1915 − 16 de juliol de 1991) va ser un pintor estatunidenc i una figura destacada de l'expressionisme abstracte. Va ser un dels membres més joves de l'anomenada New York School (Escola de Nova York), que també incloïa a Jackson Pollock, Mark Rothko i Willem de Kooning.

## Trajectòria artística
Es va llicenciar en filosofia a la Universitat Stanford el 1937, i un any abans de finalitzar els seus estudis de doctorat a la Universitat Harvard va canviar d'orientació i va començar a estudiar art i història a la Universitat de Colúmbia, sota les ordres de Meyer Schapiro. La seva extensa formació retòrica seria molt útil per a ell i els seus companys expressionistes abstractes, ja que gràcies a ella Motherwell va recórrer els Estats Units donant conferències sobre el que ell i els seus companys estaven creant a Nova York. Sense les seves grans capacitats comunicatives (a més de la seva prolífica creació pictòrica), altres expressionistes abstractes potser no haguessin vist la llum (com per exemple Rothko, que era extremadament tímid i rara vegada sortia del seu estudi). Els escrits complets de Motherwell ofereixen una excepcional visió del món de l'expressionisme abstracte. Era un escriptor lúcid i seductor, i els seus assajos es consideren una introducció perfecta per als que volen llegir sobre art no figuratiu però no s'aventuren en extensos i complicats tractats sobre art.
Motherwell va passar bastant temps a Provincetown, Massachusetts. Cy Twombly va ser alumne seu.
El major objectiu de Motherwell era mostrar a l'espectador el compromís mental i físic de l'artista amb el llenç. Preferia utilitzar la duresa de la pintura negra com a element bàsic, una de les seves més conegudes tècniques consistia a diluir la pintura amb aiguarràs per crear un efecte d'ombra. La seva extensa sèrie de pintures coneguda com a "Triaves a la República Espanyola" és generalment considerada el seu projecte més significatiu. Va ser membre de la direcció editorial de la publicació vinculada al Surrealisme "VVV".
El Museu d'Art Modern de Fort Worth conserva la major col·lecció d'obres de Motherwell. A l'Empire State Plaça es poden trobar a més algunes de les seves obres. El Walker Art Center té una col·lecció gairebé exhaustiva dels seus gravats.
Va participar en la restauració de la Volta de la Capella Sixtina.